# The Best of Judas Priest
The Best of Judas Priest è un album di raccolta del gruppo heavy metal britannico Judas Priest, pubblicato nel 1978.

## Tracce
Side 1
1. Dying to Meet You – 6:11 (Rob Halford, K.K. Downing)
2. Never Satisfied – 4:46 (Al Atkins, Downing)
3. Rocka Rolla – 3:02 (Halford, Downing, Glenn Tipton)
4. Diamonds and Rust – 3:15 (Joan Baez)

Side 2
1. Victim of Changes – 7:43 (Atkins, Halford, Downing, Tipton)
2. Island of Domination – 4:15 (Halford, Downing, Tipton)
3. The Ripper – 2:46 (Tipton)
4. Deceiver – 2:44 (Halford, Downing, Tipton)

## Formazione
- Rob Halford – voce, armonica
- K.K. Downing – chitarra
- Glenn Tipton – chitarra, cori
- Ian Hill – basso
- John Hinch – batteria
- Alan Moore – batteria